# Konstantas Ramelis
Konstantas Ramelis (ur. 12 marca 1938 w Zarzeczu w rejonie święciańskim) – litewski prawnik, pedagog i polityk, poseł na Sejm Republiki Litewskiej.

## Życiorys
Po ukończeniu Szkoły Pedagogicznej w Święcianach w 1957 pracował jako nauczyciel na Wileńszczyźnie. Był zatrudniony m.in. w szkole polskiej w Jaciunach jako nauczyciel języka litewskiego. Od 1960 do 1970 pełnił funkcję dyrektora szkoły w Sariai koło Święcian.
W 1968 został absolwentem Wydziału Prawa Uniwersytetu Wileńskiego, a sześć lat później uzyskał tytuł zawodowy magistra historii na tejże uczelni. Odbywał liczne staże międzynarodowe, m.in. w Niemczech, Polsce, Czechosłowacji, Luksemburgu, USA i Skandynawii.
W 1970 został mianowany sędzią sądu rejonu święciańskiego, a w latach 1973–1994 pełnił funkcję jego przewodniczącego. Na mocy dekretu prezydenta Litwy objął 1 stycznia 1995 stanowisko prezesa Wydziału Cywilnego Wileńskiego Sądu Okręgowego. Po odejściu z tej funkcji pracował jako adwokat, był członkiem Litewskiej Rady Adwokackiej. W 1999 wszedł w skład komisji mającej za zadanie opracować nowy kodeks cywilny Republiki Litewskiej.
Do 1989 należał do Komunistycznej Partii Litwy. Później pozostał bezpartyjny, związał się jednocześnie z Litewskim Ludowym Związkiem Chłopskim. W wyborach parlamentarnych w 2008 z ramienia tego ugrupowania został wybrany posłem na Sejm Republiki Litewskiej z okręgu Święciany-Ignalina. W 2012 nie ubiegał się o reelekcję. W 2015 i 2019 wybierany na radnego z ramienia Partii Pracy.